# Komoro
Komoro (小諸市, Komoro-shi) est une ville située dans la préfecture de Nagano, sur l'île de Honshū, au Japon.

## Géographie

### Situation
Komoro est située dans l'est de la préfecture de Nagano.

### Démographie
En juin 2021, la population de Komoro était de 41 888 habitants, répartis sur une superficie de 98,55 km2.

### Hydrographie
Komoro est traversée par le Shinano-gawa, aussi nommé fleuve Chikuma.

## Histoire
La ville s'est développée à l'époque d'Edo au sein du domaine de Komoro. Le bourg moderne de Komoro est créé en 1889. Il a acquis le statut de ville en 1954.

## Culture locale et patrimoine
- ruines du château de Komoro.

## Transports
La ville est desservie par la ligne Shinano Railway de la compagnie Shinano Railway et la ligne Koumi de la JR East. La gare de Komoro est la principale gare de la ville.

## Jumelages
Komoro est jumelée avec :
- Nakatsugawa (Japon) depuis 1973,
- Ōiso (Japon) depuis 1973,
- Namerikawa (Japon) depuis 1974.